# 海厄瓦薩鎮區 (堪薩斯州布朗縣)
海厄瓦薩鎮區（英語：Hiawatha Township）為位在美國堪薩斯州布朗縣的鎮區。2010年美国人口普查中該鎮區人口有710人。
海厄瓦薩鎮區於1872年設立。

## 地理
海厄瓦薩鎮區涵蓋面積164.64平方（63.57平方英里），境內擁有一座城鎮：海厄瓦薩（縣治）。

### 墓園
根據美國地質調查局的資料，此鎮區擁有1座墓園：
- 芒特霍普墓園（Mount Hoper Cemetery）

### 溪流
通過此鎮區的溪流有：
- 北福克沃爾夫里弗溪（North Fork Wolf River Creek）

### 機場
- 戴維斯機場（Davis Airfield）
- 海厄瓦薩市立機場（Hiawatha Municipal Airport）

## 人口統計
根據2010年美國人口普查，海厄瓦薩鎮區人口有710人，人口密度為4.34人/平方公里。種族方面，91.13%為白人；1.97%為非裔美洲人；2.54%為美洲原住民；0.28%為亞洲人；0%為太平洋島民；2.11%為其他種族；另外有1.97%為兩個或以上的種族。而西班牙裔美國人或拉丁美洲人佔該鎮區人口的2.96%。

## 外部連結
- US-Counties.com
- City-Data.com （页面存档备份，存于）